# Jean Leclant
Jean Leclant (n. 8 august 1920, Paris, Île-de-France, Franța – d. 16 septembrie 2011, Paris, Île-de-France, Franța) a fost un istoric, membru de onoare al Academiei Române (din 1992).
A fost un egiptolog, specializat mai ales în istoria civilizației egiptene aflată sub conducerea faraonilor din a XXV-ea dinastie. În anul 1979, a devenit profesor la Collège de France, unde a continuat să reprezinte catedra de egiptologie până în anul 1990. Printre cele mai importante lucrări ale sale publicate se numără „Registrul inscripțiilor în limba meroitică”, „Textele din piramida lui Pepi I” și „Dicționarul antichității”. De asemenea acesta a fost membru a numeroase academii, atât franceze, cât și străine.
În 16 septembrie 2011, la vârsta de 91 de ani, încetează din viață, fiind înmormântat în cimitirul Montparnasse.